# Текстура мигдалекам'яна

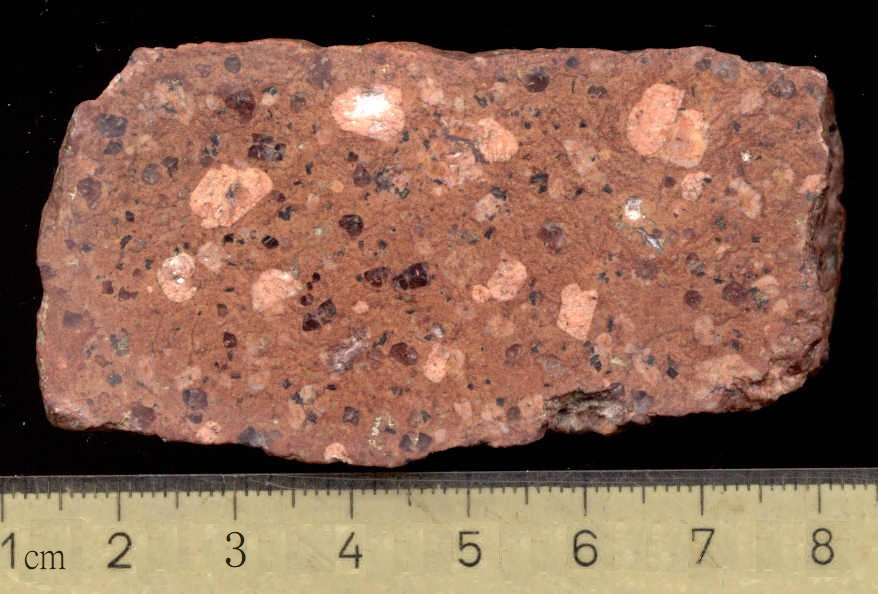
Кварц-порфір, Німеччина.

Текстура мигдалекам'яна — різновид текстури гірських порід. Текстура пористих вулканічних порід, круглі або еліпсоїдальні пори якої заповнені пізнішими мінералоутвореннями (кварцом, халцедоном, карбонатами, цеолітами, хлоритом та ін. постмагматичними продуктами).
Син. — текстура амигдалоїдна, текстура Мандельштейнова.